# سالمونلا انتریکا
سالمونلا انتریکا (که قبلا سالمونلا کلراسویس نامیده می‌شد) یک باکتری سر میله دار، تاژک دار، بی هوازی اختیاری، گرم منفی و گونه ای از جنس سالمونلا است. تعدادی از سرووارهای آن پاتوژن‌های جدی انسانی هستند.

## همهگیرشناسی (اپیدمیولوژی)
بیشتر موارد سالمونلوز ناشی از غذای آلوده به سالمونلا انتریکا است که اغلب گاو و طیور را مبتلا می‌کند، اگرچه سایر حیوانات مانند گربه‌های اهلی و همسترها نیز منبع عفونت در انسان هستند. بررسی کیسه‌های جاروبرقی نشان داده‌است که خانواده‌ها می‌توانند به عنوان مخزن این باکتری عمل کنند. اگر خانواده با منبع عفونت تماس داشته باشد (به عنوان مثال اعضایی که با گاوها یا در یک کلینیک دامپزشکی کار می‌کنند) این احتمال بیشتر است.
تخم مرغ خام و تخم غاز می‌توانند حاوی سالمونلا انتریکا باشند، در ابتدا در سفیده تخم مرغ، اگرچه بیشتر تخم مرغ‌ها آلوده نیستند. همان‌طور که تخم مرغ در دمای اتاق پیر می‌شود، غشای زرده شروع به شکستن می‌کند و S. enterica می‌تواند در زرده پخش شود. یخچال و انجماد همه باکتری‌ها را از بین نمی‌برد، اما به‌طور قابل توجهی رشد آنها را کند یا متوقف می‌کند. پاستوریزه کردن و تابش مواد غذایی برای کشتن سالمونلا برای مواد غذایی تولید شده تجاری حاوی تخم مرغ خام مانند بستنی استفاده می‌شود. غذاهایی که در خانه از تخم مرغ خام تهیه می‌شوند، مانند سس مایونز، کیک و کلوچه، اگر قبل از مصرف به درستی پخته نشوند، می‌توانند سالمونلا را پخش کنند.
ژنوم سالمونلا انتریکا از بقایای انسانی ۶۵۰۰ ساله در سراسر اوراسیا غربی بازسازی شده‌اند، که شواهدی برای عفونت‌های گسترده جغرافیایی با سالمونلا انتریکا سیستمیک در طول ماقبل تاریخ و نقش احتمالی فرایند نوسنگی سازی در تکامل سازگاری میزبان ارائه می‌دهد. ژنوم‌های بازسازی‌شده اضافی از مکزیک استعماری، سالمونلا انتریکا را به عنوان عامل cocoliztli، یک اپیدمی در اسپانیای جدید قرن شانزدهم، نشان می‌دهند.

## پاتوژنز
پروتئین‌های ترشح شده برای پاتوژنز بیماری‌های عفونی ناشی از S.enterica اهمیت زیادی دارند. تعداد قابل توجهی از چسب‌های مویک و غیر فیمبریال در سالمونلا وجود دارد و واسطه تشکیل زیست‌لایه و تماس با سلول‌های میزبان است. پروتئین‌های ترشح شده همچنین در تهاجم به سلول میزبان و تکثیر درون سلولی، دو علامت بارز پاتوژنز سالمونلا، نقش دارند.

## قابلیت ترمیم DNA
قرار گرفتن سالمونلا انتریکا با نمک‌های صفراوی، مانند سدیم دی اکسی کولات، پاسخ به آسیب (DNA (SOS DNA damage responseرا ایجاد می‌کند که نشان می‌دهد نمک‌های صفراوی در این ارگانیسم باعث آسیب DNA می‌شوند. مشخص شده‌است که قرار گرفتن در معرض نمک صفراوی باعث افزایش جهش‌های انتقال GC به AT و همچنین القای ژن‌های تنظیم کننده OxyR و SoxRSمی‌شود که بیشتر نشان دهنده این است که نمک‌های صفراوی به‌طور خاص باعث آسیب اکسیداتیو DNA می‌شوند. جهش‌های سالمونلا انتریکا در انزیم‌های مورد نیاز برای فرایند ترمیم برداشتن پایه معیوب هستند و به نمک‌های صفراوی حساس اند. این نشان می‌دهد که نوع وحشی سالمونلا انتریکا از ترمیم برش پایه برای حذف آسیب‌های DNA ناشی از نمک‌های صفراوی استفاده می‌کند. آنزیمRecBCD که در ترمیم نوترکیبی DNA عمل می‌کند برای مقاومت به نمک صفراوی نیز لازم است.

## RNA کوچک غیر کد کننده
RNAهای کوچک غیر کدکننده پروتئین (sRNA) قادر به انجام عملکردهای خاص بدون ترجمه به پروتئین هستند. 97 sRNA باکتری از سالمونلا تیفی کشف شد.
AsdA (آنتی سنس RNA از dnaA) یک antisense RNA)RNA)آنتی سنس رمزگذاری شده با سیس از dnaA است که در سرووار Typhi سالمونلا انتریکا توصیف شده‌است. با توالی عمیق کشف شد و رونویسی آن با استفاده از بلات شمالی و تجزیه و تحلیل RACE تأیید شد. تخمین زده می‌شود که AsdA حدود ۵۴۰ نوکلئوتید طول داشته باشد و کد کننده DNAA نشان دهنده رشته مکمل آن است، پروتئینی که نقش مرکزی در شروع همانندسازی DNA و در نتیجه تقسیم سلولی ایفا می‌کند. در محیط‌های غنی، تنها پس از رسیدن به فاز رشد ثابت، به شدت بیان می‌شود. بیان بیش از حد AsdA باعث تثیبت dnaA mRNA می‌شود، سطح آن را افزایش داده و در نتیجه سرعت ترجمه آن را افزایش می‌دهد. AsdA نشان می‌دهد که یک تنظیم کننده همانندسازی DNA است.

## نامگذاری
سالمونلا انتریکا دارای شش زیر گونه است و هر زیرگونه سرووارهای مرتبطی دارد که بر اساس ویژگی آنتی‌ژنی سالمونلا انتریکا متفاوت است. سالمونلا انتریکا بیش از ۲۵۰۰ سرووار دارد. قبلا سالمونلا بونگوری زیرگونه ایی از سالمونلا انتریکا در نظر گرفته می‌شد اما اکنون جزو گونه‌های دیگر از جنس سالمونلا است. بیشتر سرووارهای بیماری‌زای سالمونلای انسانی متعلق به زیرگونه‌های آنتریکا هستند. این گروه‌ها عبارت اند از (S. Typhi),(S. Enteritidis),
(S. Paratyphi) ,(S. Typhimurium) و S. Choleraesuis است. سرووارها را می‌توان به صورتی که در جمله قبل نوشته شده‌است (با حروف بزرگ و نه کوچک، پس از جنس) یا به صورت زیر تعیین کرد:
"S. enterica subsp. enterica, serovar Typhi".